# Articles de Moscou de 1665
Les Articles de Moscou de 1665 étaient un accord signé le 11 octobre 1665 entre le Hetman Ivan Brioukhovetski et le tsarat de Russie.
Le traité plaçait l'Ukraine de la rive gauche sous le contrôle du Tsar de Russie. Les termes précis du traité étaient les suivants :
- Les gouverneurs militaires russes devaient prendre le contrôle de tout le pouvoir militaire, administratif et fiscal du territoire nouvellement acquis ;
- Augmentation du nombre de troupes russes en Ukraine, et obligation pour les Ukrainiens de les nourrir et de les entretenir ;
- Mise en place de garnisons russes dans toutes les grandes villes : Tchernihiv, Pereiaslav, Nizhyn, Poltava, Krementchouk, Novhorod-Siverskyi, Oster, Kiev, Kaniv et Kodak ;
- Impôts collectés et versés au trésor du tsar ;
- Subordination de l'Église orthodoxe ukrainienne au patriarche de Moscou.

Cet accord a été largement considéré comme une trahison en Ukraine et a provoqué un tollé massif. Brioukhovetski fut tué peu après par une foule de cosaques en colère.